# Евангелие Годескалька

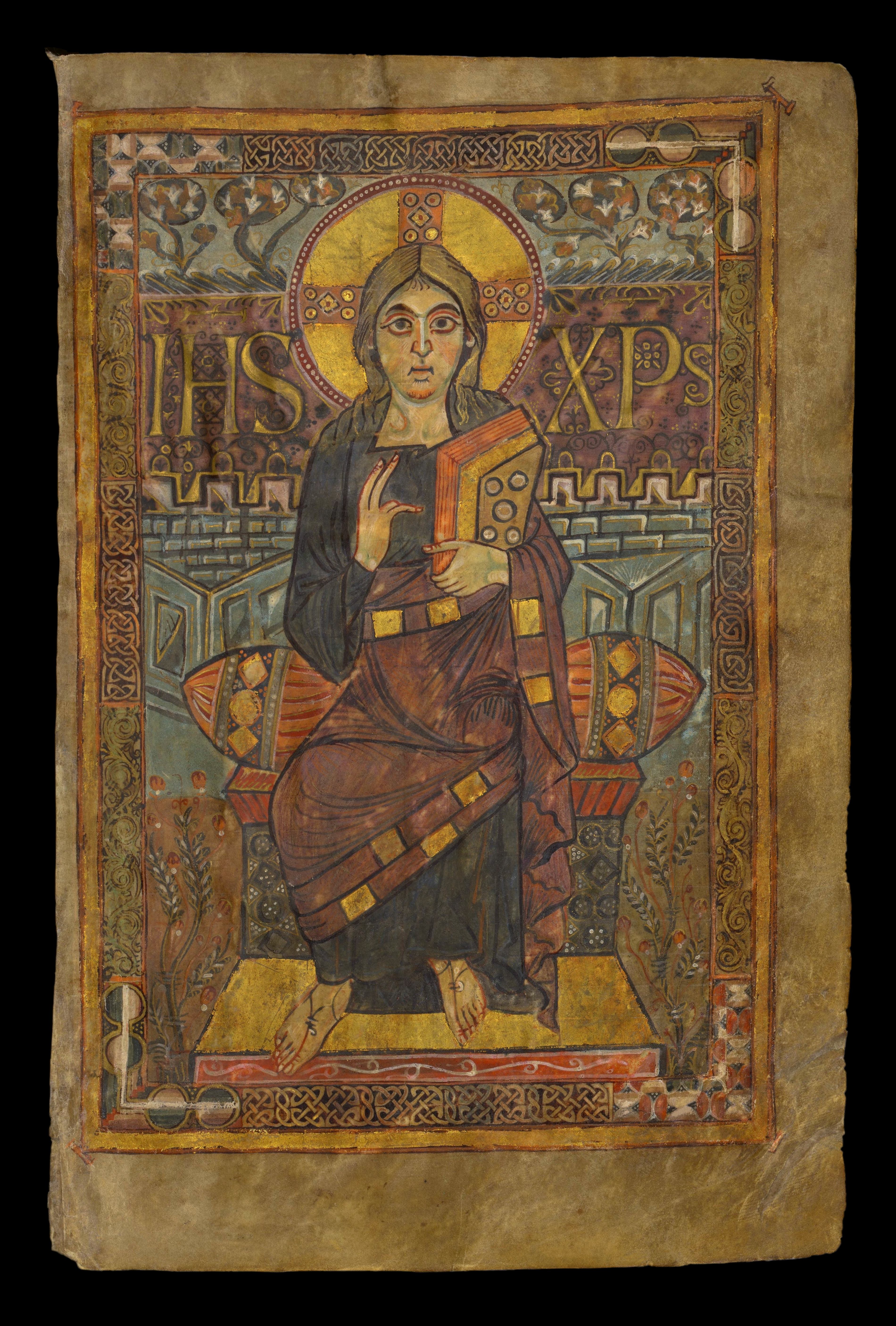
Евангелие Годескалька. Христос во Славе

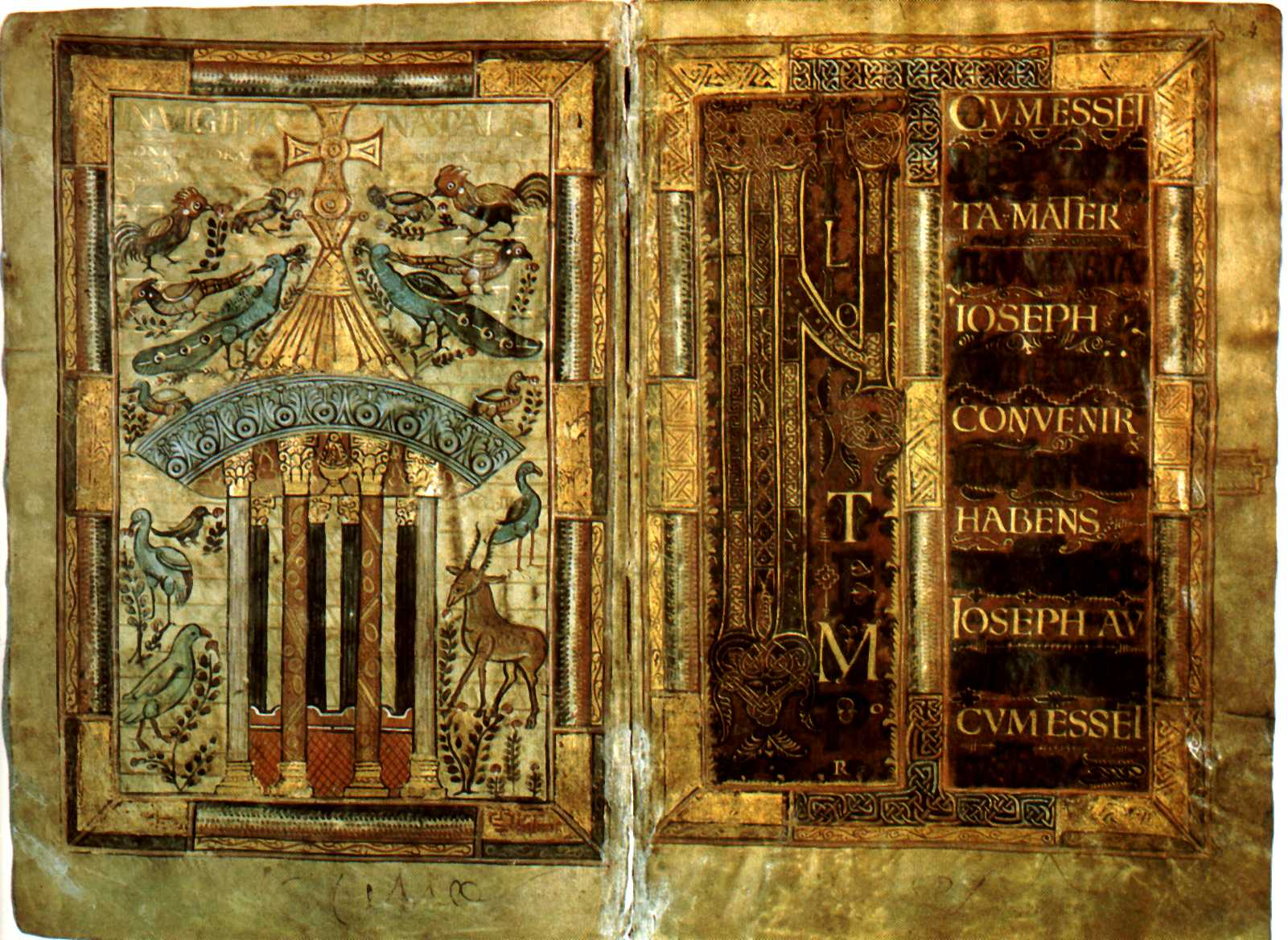
Евангелие Годескалька. Фонтан жизни и инициал

«Евангелие Годескалька» — иллюминированная рукопись, созданная между 781 и 783 годами в королевском дворце в Ахене, самое раннее произведение так называемой «придворной школы Карла Великого».
Книга названа в честь Годескалька, монаха, переписавшего Евангелие. Заказчиками манускрипта были Карл Великий и его жена Хильдегарда. В настоящее время рукопись хранится в Национальной библиотеке в Париже, инвентарный номер Ms. nouv. acq. lat. 1203.
Евангелие содержит шесть полностраничных миниатюр (изображения четырёх евангелистов, «Христос на троне», «Фонтан жизни»), орнаментами украшены инициалы и поля рукописи. Текст выполнен золотыми и серебряными чернилами на окрашенном пурпуром пергамене.